# Synagoga L titulorum
Die Synagoga L titulorum, auch Synagoge (canonum) oder Συναγωγὴ κανόνων, ist eine Kanones-Sammlung, die Johannes Scholastikos nach 535 und vor 550 in Antiochia anlegte. Es handelt sich um die älteste erhaltene Sammlung, die die griechischen Konzilskanones nicht chronologisch, sondern systematisch nach Rechtsmaterien anordnet. Die 50 Titel enthalten überwiegend vollständige Kanones, teilweise wurden diese aber auch in mehrere Titel aufgespalten, wenn sie mehrere Themen behandeln.
Die Sammlung enthält die Kanones der Konzilien von Ankyra, Neocaesarea, Gangra, Antiochia (314), Laodicea, Nicäa I (samt dessen Glaubensbekenntnis), Konstantinopel I (samt Nicäno-Konstantinopolitanum), Ephesos und Serdica sowie die Canones Apostolorum und Kanones aus den Briefen Basileos des Großen.
Wegen der engen Verbindung von Kirche und Staat in Byzanz wurde die Synagoge mit einer Sammlung von Kaisergesetzen (nomoi) zu kirchlichen Themen veröffentlicht; diese Sammlung, die hauptsächlich aus Zusammenfassungen von Novellen der Jahre 536 bis 546 besteht, wird Collectio LXXXVII capitulorum genannt. Sie  bildet die Grundlage byzantinischer Nomokanones, staats- und kirchenrechtlicher Vorschriftensammlungen, aus denen die slawisch-orthodoxen Nomokanones,  serb. krmčija (russ. ко́рмчая) hervorgegangen sind.

## Ausgaben
- Guillaume Voell / Henri Justel (Hrsg.): Bibliotheca iuris canonici veteris, Paris 1661, Band 2, S. 499–660 (Google Books) [= Editio princeps durch Christophe Justel mit griechischem und lateinischem Text unter dem Titel Collectio canonum in L titulos digesta.]
- Vladimir N. Beneševič (Hrsg.): Ioannis Scholastici Synagoga L titulorum ceteraque eiusdem opera iuridica. Vorgelegt von Eduard Schwarz in der Sitzung vom 11. November 1933 (= Abhandlungen der Bayerischen Akademie der Wissenschaften. Philosophisch-historische Abteilung. Neue Folge, Heft 14), Verlag der Bayerischen Akademie der Wissenschaften, München 1937 (Digitalisat) [Maßgebliche kritische Ausgabe des griechischen Textes.]